# Sorin Botiș
Sorin Botiș (Arad, 1978. április 14. –) román labdarúgó.
Profi pályafutását szülővárosában, Aradon kezdte. A csapat a másodosztályban szerepelt, 1998-ban a 2., 2001-ben az 1. helyet szerezték meg. Az első hely feljogosította őket az első osztályban való indulásra. Sorin viszont eligazolt a moldáv Sheriff Tiraspol csapatához. Itt egy idényt töltött el, csapatával megnyerte a moldáv bajnokságot. A következő idényben visszatért Aradra, a csapatnak nem ment a játék, csak a 16. helyet szerezték meg.
Ekkor jött a Fradi ajánlata, így a 2003-as szezont már Budapesten kezdte. Első idényében bajnok, második idényében második lett új csapatával.
A klub körüli gondok miatt csapatot váltott, így a Zetéhez igazolt 3 év után. 
A harmadik helyet elért csapat egyik kulcsembere volt, 27 mérkőzésen lépett pályára a hátvédsor tagjaként.
A 2007-es szezon elején az Rubin Kazany elleni Intertotó-kupa párharcban még pályára tudott lépni, de combsérülést szenvedett, így a szezon eleje a regenerálódással telt. Visszatérésére a szeptember 19-éig kellett várni, mikor REAC elleni Ligakupa mérkőzésen kezdőként kapott újra lehetőséget.
Ugyanennek az idények elején fegyelmi vétséget követett el: a felkészülési időszakban kihagyott egy edzést engedély nélkül, ami miatt felmerült, hogy esetleg el kell hagynia a klubot, de pénzbüntetéssel megúszta.
Pályafutása során a román másodosztályban 110, a román elsőosztályban 19, a moldáv elsőosztályban 11, a magyar elsőosztályban 107 alkalommal játszott.
2005-ben a magyar Aranylabda választáson a 3. helyet érte el a legjobb Magyarországon játszó külföldi labdarúgók kategóriájában.

## Sikerei, díjai
- Román másodosztályú bajnok: 2000–2001
- Moldáv bajnok: 2001–2002
- Magyar bajnok: 2003–2004
- Magyar bajnokság ezüstérmese: 2004–2005
- Magyar bajnokság bronzérmese: 2006–2007
- Magyar labdarúgókupa győztes: 2003–2004, 2004–2005
- Magyar labdarúgókupa döntős: 2005–2006
- Magyar labdarúgó-szuperkupa győztes: 2004
- Magyar labdarúgó-szuperkupa döntős: 2003

## Külső hivatkozások
- Nemzeti sport Archiválva 2007. november 28-i dátummal a Wayback Machine-ben
- romaniansoccer.ro
- nyugatijelen.com[halott link]
- zete.co.nr
- hlsz.hu
- rsssf.com
- transfermarkt.de[halott link]
- Origo cikke a 2005-ös magyar Aranylabda díjazottjairól
- zalaihirlap.hu cikke a fegyelmi ügyről